# Славянская топонимия Греции
Славянская топонимия Греции — массив топонимов славянского происхождения на территории современной Греции.

## Основные сведения

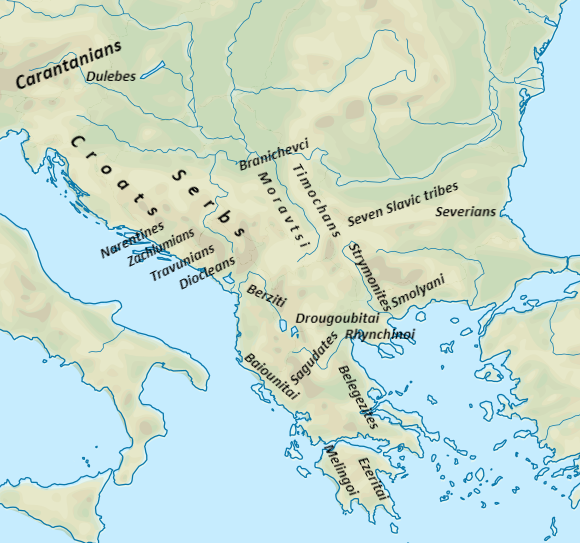
Примерное расположение южнославянских племён в Раннем Средневековье

В ходе  Великого переселения народов славянские племена активно осваивали Балканский полуостров; по мере своего продвижения сначала из-за Карпат в Паннонию, а затем дальше на юг они не только заняли территории нынешних южнославянских государств, но также в начале VII в. проникли на земли Эгейской Македонии, с 640-х гг. прочно обосновались в центральной Греции, а к концу столетия, преодолев Этолию и Акарнанию, на Пелопоннесе. Чаще они выбирали труднодоступные, гористые и холмистые районы (например, на Пангеоне), реже речные долины (например, в Олимпии) и вообще равнины (например, под Деметриадой). С приморских зон, открытых для высадки ромейских войск (Эвбея, Магнисия, Лариса), их, по-видимому, оттесняли, но на побережье Эпира им удалось задержаться. В целом запад страны (например, Трикала, Аркадия, Кардица, Тайгет) ощутил колонизацию сильнее, чем восток (Аттика, Беотия, Коринф, Арголида); на север уже после наплыва первых племен (интегрированных Византией в VII-IX вв. и ассимилированных в X-XV вв.) продолжили стекаться сербы и болгары во время своих средневековых экспансий, а затем османского ига.

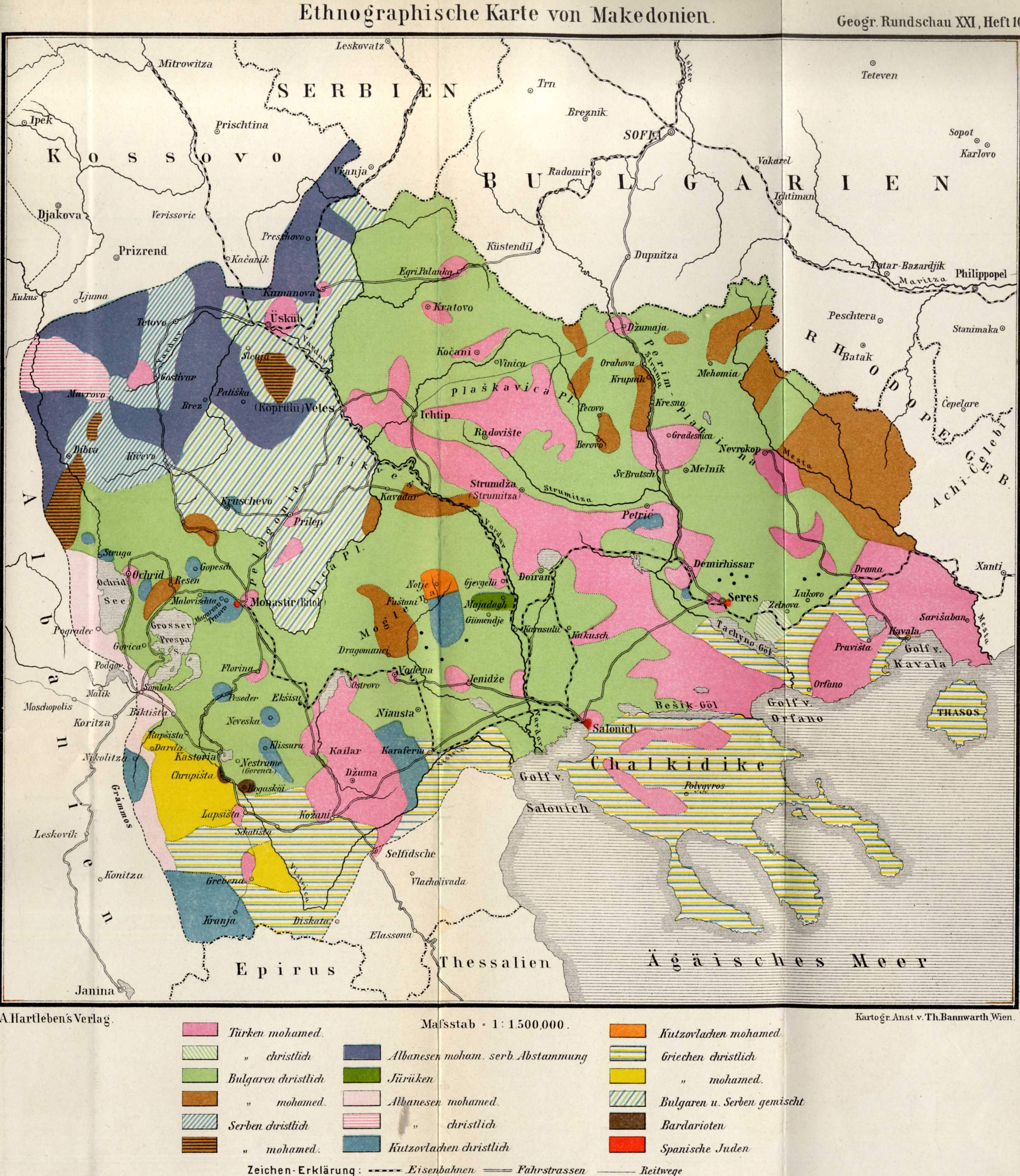
Этническая карта Македонии 1899 года

Всё это обусловило обширный пласт славянских топонимов, удостоившихся внимания историка Якоба Филиппа Фальмерайера в книге Geschichte der halbinsel Morea wahrend des Mittelalters 1830 г.   и изучаемых до сих пор. С 1830-х гг. их (наряду с турецкими, албанскими и прочими) постепенно искореняют в суверенной Греции, подбирая греческие замены: Πάνιτσα — Ίναχος, Βίστριτσα — Αλιάκμων, Τριπολιτσά — Τρίπολις, Καρύταινα — Γόρτυνα, Λεστινίτσα — Ενιπεύς. В 1909 г. для этих целей государством учреждена специальная комиссия. Процесс переименования шёл до 1998 г.
По данным Института современных исследований в Афинах, всего в период с 1913 по 1996 годы эллинизации подверглись 4413 топонимов Греции, включая славянские, которых в одной только Эгейской Македонии с 1913 по 1928 гг. затронуто сотни. Некоторые ойконимы уцелели (в основном исторически важные для греков, например, из-за событий Греческой революции) — Βαλτέτσι, Ζάλογγο, Αράχοβα, Ναβαρίνο; сохранились (в частности, в регионе Сули) и хоронимы, гидронимы и др. Использование упразднённых названий органами власти, организациями и отдельными лицами на территории Греции сегодня запрещено.

## Характеристика
В первой масштабной исследовательской работе Die Slaven in Griechenland 1941 г. Макс Фасмер доказывает или опровергает славянскую этимологию для 2123 топонимов (преимущественно ойконимов) Греции; согласно Михаэлю Вайтману, из них отсеивается минимум 161.
Греческий славист Ф. Малигудис снижал цифру путём фильтрации: 1) славянских топонимов с греческими постфиксами — Σαϊδόνα от слав. *sadъ и греч. -ῶνα, Στεπενιάτισσα, Βίριαλη и т.д. 2) гибридных полуславянских-полугреческих топонимов — Γαβρολίμνη от слав. *gabrъ "граб" и греч λίμνη "озеро", Λιποχώρι от слав. *lipa "липа" и греч. χωριό "село", Κολιανό-πυργος, Λιασο-βούνι и т.д. 3) славянских топонимов, придуманных греками на основе заимствованных у славян терминов — Λουκά,  Ὄτοκα, Γορά, Πολιάνα и т.д. 4) славянских топонимов, закрепившихся через языки албанцев и аромунов — Χελμός, Λουζέστι и т.д. 5) неясных топонимов. По оценкам Малигудиса, из 428 примеров на Пелопоннесе, рассматриваемых Фасмером, исконно-славянскими справедливо полагать лишь 215. Славянских микротопонимов куда больше, на одном только полуострове Мани (часть Пелопоннеса) 20%, или 400 штук, а в районе Загори 12,7%, или 444 штуки.
Вероятно, много ещё названий забылось и не дошло до нас из-за скудности текстов (особенно за VII-IX вв.). Ойконимы, прежде всего, маркируют сёла и пастушьи стоянки, но охватывают и некоторые города — как молодые, выросшие из славянских сёл (Козани, Превеза, Гревена, Тирнавос, Игуменица, Волос), так и старые, обретавшие благодаря славянам второе прозвище: Зитуни (Ламия), Воден(а) (Эдеса). 
Хронологизация материала затруднена, поскольку древнейшие экземпляры могли подстраиваться под новые языковые нормы.
Группа архаичных признаков : 
- отсутствие третьей палатализации (Ζερίκια < *Ezerьkъ, Καμενίκια < *Kameniḱa, Γαρδίκι < *Gărdьkъ), указывающее на период до начала X в.

- отражение ещё не лабиализованного слав. *ă в греч. α  ( Ἴσβαρη < *Izvăr, Τάριτσα < *Tărica, Βαϊδενίτσα < Vădenica, Γαρούνα < *Gărynь, Γαρίτσα < *Gărica, Γαστούνη < *Găstynь), указывающее на период до середины X в. Не релевантно для топонимов, которые придуманы греками на основе заимствованных у славян слов (Στάλος < греч. στάλος) или переинтерпретированы (*Prosinъ Dol > Πρασίνο ντολός к греч. πράσινος "зелёный", *Mokrina > Μακρίνας к греч. μακρύς "длинный", *Ostrovo >  Ἄστροβα к греч. άστρο "звезда").

- отсутствие метатезы плавных, указывающее на период до IX в. (Βερζοβᾶ < *Berzovo, Καρδίτσα и Γαρδίτσα  < *Gărdьcь, Χάρμαινα < *Chărmьna, Βεργουβίτσα < *Bergovica, Σαλμενῖκον < *Sălmьnikъ, Βαρδάτες < *bărdatъ, Δερνίτσα < *Dernica, Χάρμα < *Chărmъ). Не релевантно для топонимов, придуманных греками на основе заимствованных у славян слов (Γαρδίνα < греч. γαρδίνα).

- отсутствие протетического *j перед *a (Ἀβορος < *Avorъ, Ἀβόρανη < *Avorjane/*Avorjani).

- отражение носовых гласных *ǫ (Λισταντίνα < *Lьstǫtina, Πράντος < *Prǫd, Πισαντίστης < *Pьsǫtište, Λόντζιανο < *Lǫčane, Μπονδάρι < *Pǫdari) и *ę (Λεντίνη < *Lędina, Γρεντά < *Gręda, Ῥεντίνα и Ῥεντίνη < *Rędina)

- итацизм (Λιτόσελον < *Λυτόσελον < *L'utoselo), свидетельствующий о раннем усвоении топонима греками и его эволюции вместе с греческим языком. Не гарантируется на севере у топонимов с формой -либ- вместо -люб-, весьма типичной для болгарских диалектов.

- отражение редуцированных гласных *ь (Κόνισκα и Κόνισκια < *Konьska, Νόϕιτσα < *Ovьča, Σελινίτσα < *Selьnica, Σιβίτσοβα < *Sivьcova) и *ъ (Μυρόκοβον < *Mirъkovo,Τσερκοβίστα < *Cьrkъvišče). Не релевантно на севере, где греческие диалекты могли его нивелировать (Σέλτσα и Σέλτση < *Selьca или *Sel(ь)ca, Πογδόριανη < *Podъgora).

- отражение *x в греч. χ (Λιμπόχοβον < *L'uboxovo)

Группа прогрессивных признаков :
- отражение третьей палатализации (Ντουμπίτσα < *Dubica, Σκλιβίτσα < *Slivica) указывающее на период с начала X в.
- отражение метатезы плавных (Βρεστόν и Βρέστα < *Brěstъ, Δράγανον и Δραγάνη < *Draganjь, Κράλη < *Kraljь, Βρυάζα и Βριάζα < *Brěza, Σλάνιτζα < Slanica, Γλαβίτσα < *Glavica, Βράνα < *Vrana, Σκλάταινα < *Slatina), указывающее на период с IX в.

- отражение лабиализации *ă > *o в греч. ο (Γορίτσα < *Gorica, Μότσιαλη < *Močalь), указывающее на период с середины IX в.

- очевидная продиктованность поздними реалиями (Τσερκύτσα, Ποπόβον и другие христианские топонимы возникли не ранее IX в., Βόσνα — топоним эпохи османского ига от боснийских переселенцев)

- отсутствие итацизма, отражение *'u в греч. (ι)ου (Λούμπινστα < *L'ubinišče, Λούτιστα < *L'utišče). Не относится к топонимам на полуострове Мани, где для греческого диалекта типичен переход ι > ιου, нивелировавший итацизм (Λιούτα < Λίτα < *Λυτα < *Ljuta).

- отражение деназализации *ǫ (Κουπάλα < *Kupala < *Kǫpala, Κουπινοβίτσα < *Kupinovica < *Kǫpinovica, Λουκά < *Luka < *Lǫka, Λακαβίτσα < *Lъkavica < *Lǫkavica, Μάτνιτσα < *Mъtnica < *Mǫtnica) и *ę (Λιουμπέτινον < *L'ubetino < *L'ubętino, Βασετίνιο < *Bosetin < *Bosętin)

- отражение протетического *j перед *a (Διαβόρνιτσα < *Javorьnica, Γιαβόργιαννη < *Javorjane, Γιάβορ < Javor, Ἰερομέρι < *Jaroměrjь). Не относится к единичным топонимам на Пелопоннесе (Γιάρμενα < *Jarьmьno, Γερμοτσάνι < *Jarьmьčane), которые могут датироваться рано.

- отражение утраты *ь (Ντιμνίτσα < *Dimnica < *Dymьnica, Λοσνά < *Lozna < *Lozьna, Μάλσοβα < *Malšova < *Malьšova, Βραμπά < *Vr̥ba < *Vьrba, Τρίνοβον < *Tŕ̥novo < *Tьrnovo) и *ъ (Κριμπάτσι < *Gr̥bač(ь) < *Gъrbačь), а также перехода *ь > *e (Κοσμενίκα < *Kosmenik < *Kosmьnikъ, Τσέρνοβες < *Černov- < *Čьrnov-). Не релевантно на севере, где греческие диалекты могли самостоятельно модифицировать топонимы по этой схеме.

- отражение утраты *x (Σουαγόρα < *Suxa Gora,  Ὄροβνικ < * Orěxovьnikъ) и перехода *xv > *f (Φράσταινα и Φράστανα < *Xvrastьna)

Помимо возраста, освещались языковые взаимосвязи (Штадтмюллером, Фасмером, Вакалопулосом и др.). У славян Греции, как у всех южных славян, рано исчез звук [ɨ] — судя по топониму Ἀρκίτοβα (< *Orkitova < *Orkytova), ещё до завершения метатезы. Самое главное, даже к югу фонетика проявляет общие черты с фонетикой болгарского языка:
- переход *ě > *'a (Λιασόνοβα < *L'ašinovo < *Lěšinovo, Βράστοβο < *Br'astovo < *Brěstovo, Δριάνοβον < *Dr'anovo < *Drěnovo)

- переход *tj > *št (Βόστιτσα < *(O)voštica) и *dj > *žd (Μέσδανι < *Meždane, Μπλάσδον < *Mlažde)
- отсутствие протетического *j перед *e (Ἐζερά < *ezero, Ἐλληνίτσα < *Elьnica)
- неизменность губных согласных в сочетаниях с *j (Λιπιανά < *Lipjane, Ζεμιανή < *Zemjane)
- отсутствие форм, аналогичных сербохорватским на -ići

Тем не менее, параллельно с переходом *dj > *žd замечен переход *dj > *ž (Λιμποβίζια < *L'ubovižja), и обобщать этнический компонент едва ли допустимо. К "болгарам" отсылают топонимы Βουργάρ, Βούργαρο, Βούλγαρα, Βούλγαρη, Βουλγαρινή и Βουλγαρέλι, к "сербам" Σέρβον, Σέρβια, Σερβέϊκα, Σερβιανά, Σερβωτά, Ζερμπίστα и Ζερμπίτσα, к "хорватам" Χαρβάτι, и Χαρβάτα; Фасмер констатировал здесь не национальную, а племенную идентификацию, последние два варианта которой у славян весьма широко развиты — топонимы от корня *sьrb- есть в Северной Македонии, Болгарии, Польше и Украине, от корня *xъrvat- в Северной Македонии, Польше и Словакии.
Клановая принадлежность, раскрываемая по постфиксу *(j)ane/*(j)ani — одна из ведущих тем для обозначения места, равно как и окружающая среда, её качества, тип поселения и экономическая жизнь (земледелие, животноводство, охота, металлургия, лесозаготовки).  Принадлежность личная, по имени владельца, в микротопонимах на севере (например, в Загори) акцентируется гораздо реже, чем в старейших микротопонимах на юге (например, на полуострове Мани: 400 единиц на основе 133 слов и 81 личного имени); Малигудис объясняет это тем, что с XI в. число независимых фермеров в Византии серьёзно сократилось. Социальный статус (Νεβόλιανη "неволяне", Κνίσοβο "князево", Χλαπών "холоп") и религия представлены мало, если сравнивать с греческой и турецкой практикой. Большая часть ойконимов воспроизводит близлежащие микротопонимы, например, город Καλάβρυτα (ныне Κίναιθα) получил своё имя от реки Καλάβρυτινό (<*Kolovrъtь).
Обильно употребляемы постфиксы *-ica (5-6% от всех ойконимов на карте Пелопоннеса “Morea olim Peloponnesus” Меркатора ), *-ьcь, *-išče, *-ьnъ/*-ьna/*-ьno, *-ьnikъ/*-ěnikъ. Постфиксы *-acha, *-ajь, *-alь, *-ila, *-uchъ почти не встречаются. 